# Yeat
Yeat (n. 26 februarie 2000, Irvine, California, SUA) este un rapper american, compozitor și producător muzical.
Este cunoscut pentru sunetul său experimental, limbajul unic și simțul neconvențional al modei, cu un amestec de mărci de designer și cagule.